# Dintikon
Dintikon (schweizerdeutsch: ˈtɪntɪikχə) ist eine Einwohnergemeinde im Schweizer Kanton Aargau. Sie gehört zum Bezirk Lenzburg und liegt am westlichen Rand des unteren Bünztals, knapp fünf Kilometer südöstlich des Bezirkshauptorts Lenzburg.

## Geographie
Das alte Dorfzentrum befindet sich am Ostabhang des Rietenbergs. Zu dieser Hügelkette, welche die natürliche Grenze zum Seetal bildet, gehören der Herrliberg (506 m ü. M.) im Nordwesten, die Hochrüti (562 m ü. M.) und die Hochwacht (667 m ü. M.) im Westen sowie das Grossmoos (664 m ü. M.) im Süden. Nördlich des Dorfzentrums liegt der Ortsteil Langelen mit Neubausiedlungen und Industriegebiet. Dintikon bildet das südliche Ende eines vier Kilometer langen Siedlungsbandes, das quer über die ganze Ebene des Bünztals bis nach Dottikon und Hägglingen reicht.
Die Fläche des Gemeindegebiets beträgt 372 Hektaren, davon sind 156 Hektaren bewaldet und 83 Hektaren überbaut. Der höchste Punkt befindet sich auf 667 Metern auf der Hochwacht, der tiefste auf 420 Metern an der nördlichen Gemeindegrenze. Nachbargemeinden sind Hendschiken im Norden, Villmergen im Osten, Seengen im Süden, Egliswil im Westen und Ammerswil im Nordwesten.

## Geschichte
Während der Römerzeit bestand hier ein Wirtschaftsgebäude für die Metallverarbeitung. Die erste urkundliche Erwähnung von Tintinchova erfolgte im Jahr 893 in einem Zinsrodel des Fraumünsters in Zürich. Der Ortsname stammt vom althochdeutschen Tintinghofun, was «bei den Höfen der Sippe des Tinto» bedeutet. Im Mittelalter lag das Dorf im Herrschaftsbereich der Grafen von Lenzburg, ab 1173 in jenem der Grafen von Kyburg. Nachdem diese ausgestorben waren, übernahmen die Habsburger im Jahr 1273 die Landesherrschaft und die Blutgerichtsbarkeit. Die niedere Gerichtsbarkeit wechselte mehrmals den Besitzer: zuerst die Herren von Hallwyl, danach die Freiherren von Fridingen und schliesslich die Herren von Ballmoos.
1415 eroberten die Eidgenossen den Aargau. Dintikon gehörte nun zum Untertanengebiet der Stadt Bern, dem so genannten Berner Aargau. Nachdem Bern 1450 die niedere Gerichtsbarkeit erworben hatte, bildete das Dorf einen Teil des Gerichtsbezirks Othmarsingen im Amt Lenzburg. 1528 führten die Berner die Reformation ein. In den Villmergerkriegen (1656 und 1712) verwüsteten vorbeiziehende Truppen das Dorf, das Langelenfeld südöstlich von Dintikon war Schauplatz der Zweiten Schlacht von Villmergen. Dorfbrände in den Jahren 1585, 1737, 1835 und 1856 richteten ebenfalls grosse Schäden an. Beim Franzoseneinfall im März 1798 entmachteten die Franzosen die «Gnädigen Herren» von Bern und riefen die Helvetische Republik aus, die 1803 aufgelöst wurde. Dintikon gehört seither zum Kanton Aargau.

Luftansicht (1964)

Am 23. Juni 1874 wurde die Eisenbahnlinie Rupperswil–Wohlen der Aargauischen Südbahn eröffnet. Bis zu Beginn des 20. Jahrhunderts war Dintikon von kleinbäuerlichen Selbstversorgungsbetrieben geprägt. Wie damals üblich, betrieben viele Dorfbewohner neben der Landwirtschaft noch ein Handwerk. Die Baumwollweberei und die Strohflechterei brachten im 18. und 19. Jahrhundert zusätzlichen Verdienst. Eine 1992 abgetragene Ziegelhütte produzierte von 1836 bis 1910 handgefertigte Biberschwanzziegel. Nach der Stilllegung der Ziegelhütte wurde dort bis 1960 der aus der benachbarten Brennerei angefallene Trester luftgetrocknet und zu Heizzwecken verwendet. Die heute in Lenzburg domizilierte Firma Arova-Mammut (Seilerwaren) war ursprünglich ein Betriebszweig einer Töpferei in Dintikon, die Gärtnereien der Umgebung mit Blumentöpfen und die Hafner mit Ofenkacheln belieferte. Kaspar Tanner stellte Seilerwaren her, welche er vielerorts an Marktständen verkaufte. Dieser Betriebszweig (Arova-Mammut) wurde aus Platz- und Marktgründen 1878 nach Lenzburg verlegt.
Anfang des 20. Jahrhunderts siedelten sich in den Nachbargemeinden Dottikon und Villmergen diverse Fabriken an. Dazu gehören die Bally-Schuhfabrik und die Sprengstoff-Fabrik beim Bahnhof Dottikon-Dintikon. Sie brachten für die Dintiker neue Verdienstmöglichkeiten. Dies bewog die meisten Landwirte zur Aufgabe ihres Kleinbetriebes, sodass heute weniger als ein Dutzend landwirtschaftliche Betriebe übrig geblieben sind. Die Eröffnung der nahe gelegenen Autobahn begünstigte die Ansiedlung zahlreicher Industrie- und Dienstleistungsbetriebe, seit 1980 hat sich die Einwohnerzahl fast verdreifacht.

## Wappen

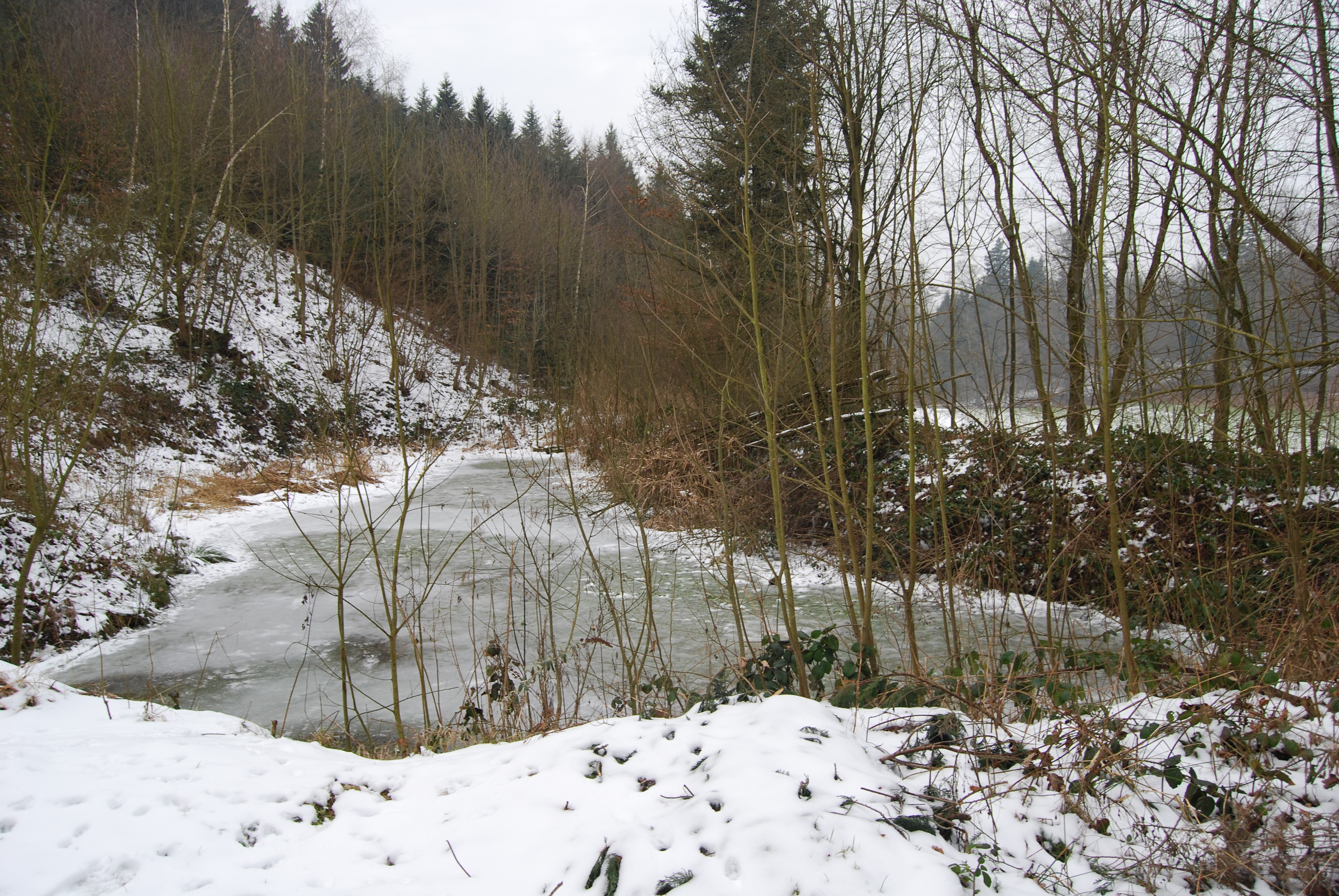
Waldweiher südlich neben der Landstrasse von Ammerswil nach Dintikon

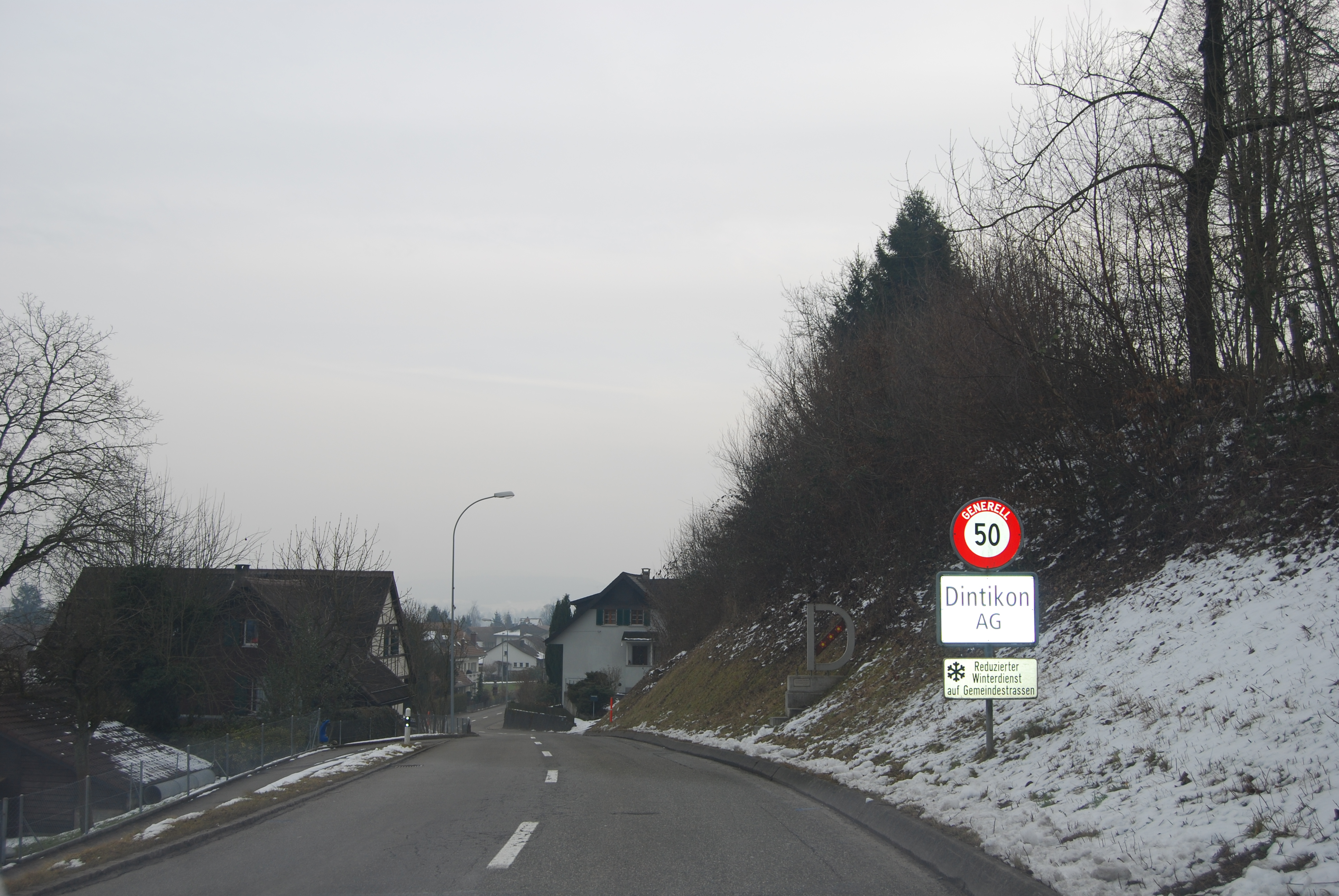
Dorfeinfahrt von Ammerswil her kommend

Die Blasonierung des Gemeindewappens lautet: «In Schwarz weisser Schräglinksbalken, belegt mit drei roten, gelb bebutzten Rosen mit grünen Kelchblättern.» Erstmals erscheint das Wappen in dieser Form auf dem Gemeindesiegel von 1811, die genaue Bedeutung ist jedoch unbekannt.

## Bevölkerung
Die Einwohnerzahlen entwickelten sich wie folgt:
| Jahr      | 1850 | 1900 | 1930 | 1950 | 1960 | 1970 | 1980 | 1990 | 2000 | 2010 | 2020 |
| Einwohner | 673  | 524  | 715  | 783  | 817  | 887  | 835  | 1074 | 1307 | 1960 | 2317 |

Am 31. Dezember 2023 lebten 2432 Menschen in Dintikon, der Ausländeranteil betrug 27,8 %. Bei der Volkszählung 2015 bezeichneten sich 32,3 % als römisch-katholisch und 26,6 % als reformiert; 41,1 % waren konfessionslos oder gehörten anderen Glaubensrichtungen an. 93,0 % gaben bei der Volkszählung 2000 Deutsch als ihre Hauptsprache an, 2,8 % Italienisch, 0,9 % Albanisch und 0,8 % Serbokroatisch.

## Politik und Recht
Die Versammlung der Stimmberechtigten, die Gemeindeversammlung, übt die Legislativgewalt aus. Ausführende Behörde ist der fünfköpfige Gemeinderat. Er wird im Majorzverfahren vom Volk gewählt, seine Amtsdauer beträgt vier Jahre. Der Gemeinderat führt und repräsentiert die Gemeinde. Dazu vollzieht er die Beschlüsse der Gemeindeversammlung und die Aufgaben, die ihm vom Kanton zugeteilt wurden. Für Rechtsstreitigkeiten ist in erster Instanz das Bezirksgericht Lenzburg zuständig. Dintikon gehört zum Friedensrichterkreis XI (Lenzburg).

## Wirtschaft
In Dintikon gibt es gemäss der im Jahr 2015 erhobenen Statistik der Unternehmensstruktur (STATENT) rund 1000 Arbeitsplätze, davon 7 % in der Landwirtschaft, 23 % in der Industrie und 70 % im Dienstleistungsbereich. Viele Erwerbstätige sind Wegpendler und arbeiten in den grösseren Gemeinden der Umgebung, beispielsweise Lenzburg, Villmergen und Wohlen.
Die 1911 gegründete Setz Gütertransport AG war ursprünglich im Handel mit Landesprodukten und Holz tätig, heute ist sie eines der bedeutendsten Transportunternehmen der Schweiz und eine Tochtergesellschaft der Schweizerischen Post. Das Unternehmen Papyrus Schweiz (früher Sihl + Eika) besitzt in Dintikon seit 1993 ein grosses Logistikzentrum.

## Verkehr
Dintikon ist verkehrsgünstig gelegen. Zwischen dem Ortsteil Langelen und dem Bahnhof verläuft die wichtige Hauptstrasse 25 (Lenzburg–Zug). Ortsverbindungsstrassen führen nach Dottikon und Ammerswil. Der Anschluss Lenzburg der Autobahn A1 ist sechs Kilometer entfernt. Interessanterweise steht der Bahnhof Dottikon-Dintikon an der SBB-Eisenbahnlinie Aarau–Arth-Goldau in keiner der beiden namensgebenden Gemeinden, sondern auf dem Gemeindegebiet von Villmergen. Eine Buslinie der Gesellschaft Regionalbus Lenzburg verbindet Dintikon mit dem Bahnhof Lenzburg, eine Postautolinie führt von Hägglingen über Dintikon zum Bahnhof Wohlen. An Wochenenden verkehrt ein Nachtbus von Lenzburg über Dintikon und Wohlen nach Dottikon.

## Bildung

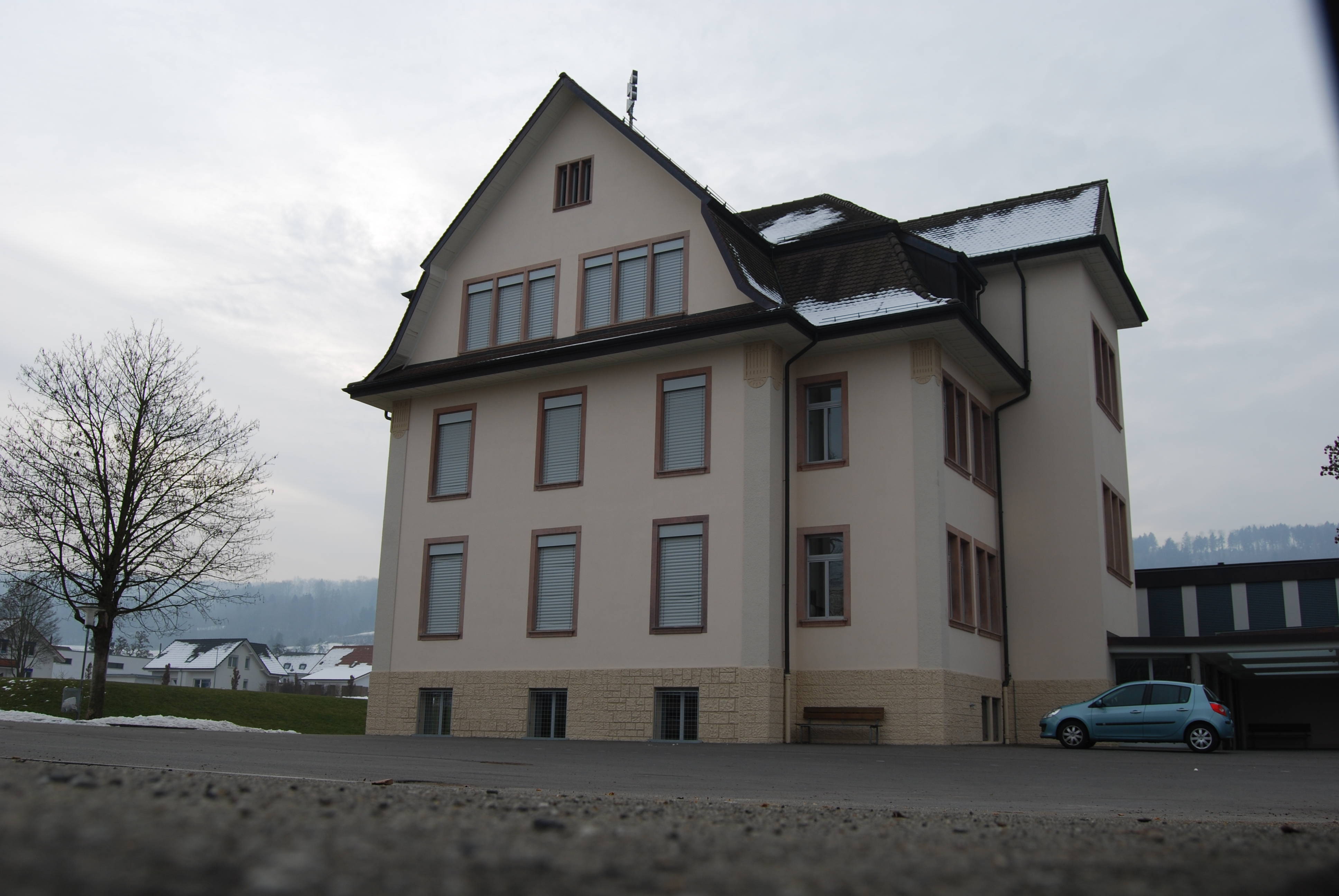
Schulhaus Dintikon

Die Gemeinde verfügt über einen Kindergarten und ein Schulhaus, in dem die Primarschule unterrichtet wird. Die Realschule und die Sekundarschule können in Villmergen besucht werden, die Bezirksschule in Dottikon. Das nächstgelegene Gymnasium ist die Kantonsschule Wohlen.

## Persönlichkeiten
- Robin Grossmann (* 1987), Eishockeyspieler